# Neotheronia coaequata
Neotheronia coaequata là một loài tò vò trong họ Ichneumonidae.